# Shoto Ashino
Shoto Ashino (芦野 翔斗 Ashino Shoto?), född 24 juli 1992 i Kanagawa prefektur, är en japansk fotbollsspelare.
Ashino började sin karriär 2015 i Tonan Maebashi. Efter Tonan Maebashi spelade han för YSCC Yokohama.